# 横山巧
横山 巧 (よこやま たくみ、1996年6月19日 - ) は、神奈川県小田原市出身のフットサル選手。ポジションはアラ。